# Heinrich Klebahn
Heinrich Klebahn (ur. 20 lutego 1859 w Bremie, zm. 5 października 1942 w Hamburgu) – niemiecki mykolog, pionier fitopatologii.
Klebahn otrzymał doktorat w 1884 r. na Uniwersytecie w Jenie, a następnie został nauczycielem w Bremie (1885–1894) i Hamburgu (1894–1899). Później pracował jako asystent naukowy w hamburskim ogrodzie botanicznym. W latach 1905–1930 pracował w Instytucie Rolnictwa Kaiser Wilhelm w Brombergu (obecnie Bydgoszcz w Polsce). Instytut ten pracował dla potrzeb rolnictwa w Prusach. Klebahn intensywnie zajmował się chorobami roślin i szkodnikami. W latach 1921–1934 był profesorem honorowym w Instytucie Botaniki Ogólnej Uniwersytetu w Hamburgu. W 1927 roku otrzymał Srebrny Medal Leibniza. W listopadzie 1933 r. jako jeden z ponad 900 naukowców i profesorów uniwersytetów niemieckich podpisał „Deklarację profesorów wspierających Adolfa Hitlera i Narodowe Państwo Socjalistyczne”.
W naukowych nazwach opisanych przez niego taksonów dodawany jest skrót jego nazwiska Kleb. Od jego nazwiska nazwano rodzaj glonów Klebahniella i grzybów Klebahnia.

## Wybrane publikacje
1. Die wirtwechselnden Rostpilze, 1904 (Rdze heteroecjalne)
2. Krankheiten des Flieders, 1909 (Choroby bzu)
3. Grundzüge der allgemeinen Phytopathologie, Berlin: Verlag von Gebrüder Borntraeger, 1912 (Zarys ogólnej fitopatologii)
4. Aufgaben und Ergebnisse biologischer Pilzforschung. Vorträge aus dem Gesamtgebiet der Botanik, Heft 1, Berlin: Verlag von Gebrüder Borntraeger, 1914 (Wyniki biologicznych badań grzybów)
5. Beiträge zur Kenntnis der Fungi Imperfecti: III. Zur Kritik einiger Pestalozzia-Arten in Mycologisches Centralblatt, 4:1 pp. 1–19 (Wkład w zrozumienie grzybów niedoskonałych, krytyka niektórych gatunków Pestalozzia)
6. Haupt- und Nebenfruchtformen der Askomyzeten: Erster Teil: Eigene Untersuchungen, 395 pp. (Pierwotne i wtórne owocniki workowców)[3].